# Kirsten Thorup
Kirsten Thorup (født 9. februar 1942 i Gelsted) er en dansk forfatterinde.
Hun blev student fra Fredericia Gymnasium i 1961 og efter et ophold i Cambridge, England som au pair, hvor hun også fulgte kurser på universitetet, påbegyndte hun herefter engelsk-studier på Københavns Universitet i 1962. Studiet blev dog ikke afsluttet og hun droppede ud allerede efter et år, da hun følte sig fremmed og ensom på universitetet.
Thorup debuterede med digtsamlingen Indeni-Udenfor i 1967.
I 2000 modtog Kirsten Thorup Det Danske Akademis Store Pris.
Hun er flere gange nævnt som et af Danmarks mest oplagte bud på en vinder af Nobelprisen i litteratur.
Hun har en datter.
Blandt hendes værker kan nævnes:
- I dagens anledning (noveller) – 1968
- Baby (roman) – 1973
- Lille Jonna (roman) – 1977
- Den lange sommer (roman) – 1979
- Himmel og helvede (roman) – 1982
- Den yderste grænse (roman) – 1987
- Elskede ukendte (roman) – 1994
- Bonsai (roman) – 2000
- Ingenmandsland (roman) – 2003
- Førkrigstid (roman) – 2006
- Erindring om kærligheden (roman) – 2016
- Indtil vanvid, indtil døden (roman) – 2020
- Mørket bag dig (roman) - 2023

Thorups bøger var i 2017 oversat til 15 sprog.
Et par af Thorups romaner er oversat til arabisk af Duna Ghali.

## Hædersbevisninger
- 1974: Otto Gelsted-prisen
- 1982: Kritikerprisen
- 1983: Boghandlernes gyldne Laurbær
- 1987: Søren Gyldendal-prisen
- 1996: Tagea Brandts Rejselegat
- 2000: Det Danske Akademis Store Pris[4]
- 2001: DR Romanprisen
- 2017: Nordisk råds litteraturpris for Erindring om kærlighed[5]